# Wroughton
Wroughton – wieś w Anglii, w hrabstwie ceremonialnym Wiltshire, w dystrykcie (unitary authority) Swindon. Leży 51 km na północ od miasta Salisbury i 116 km na zachód od Londynu. W 2001 miejscowość liczyła 6983 mieszkańców.